# George Crone
George Crone (San Francisco, 6 ottobre 1894 – Ventura, ottobre 1966) è stato un montatore e regista statunitense.
Dal 1934 al 1943, lavorò sotto contratto come montatore alla RKO.

## Filmografia
La filmografia - basata su IMDb - è completa.

### Montatore
- Let's Be Fashionable, regia di Lloyd Ingraham (1920)
- The Girl in the Taxi, regia di Lloyd Ingraham (1921)
- The Yankee Consul, regia di James W. Horne (1924)
- Hollywood, ciudad de ensueno, regia di George Crone (1931)
- Flaming Gold, regia di Ralph Ince (1932)
- Flirting in the Park, regia di George Stevens (1933)
- What Fur, regia di George Stevens (1933)
- In the Devildog House, regia di Ben Holmes (1934)
- Autobuyography, regia di Al Boasberg (1934)
- Sing and Like It, regia di William A. Seiter (1934)
- Strictly Dynamite, regia di (non accreditato) Elliott Nugent (1934)
- We're Rich Again, regia di William A. Seiter (1934)
- La ragazza più ricca del mondo (The Richest Girl in the World), regia di William A. Seiter (1934)
- Gridiron Flash, regia di Glenn Tryon (1934)
- Grand Old Girl, regia di John S. Robertson (1935)
- A Dog of Flanders, regia di Edward Sloman (1935)
- Hooray for Love, regia di Walter Lang (1935)
- Old Man Rhythm, regia di Edward Ludwig (1935)
- To Beat the Band, regia di Benjamin Stoloff (1935)
- Two in the Dark, regia di Ben Stoloff (Benjamin Stoloff) 1936)
- Second Wife, regia di Edward Killy (1936)
- Make Way for a Lady, regia di David Burton  (1936)
- New Faces of 1937, regia di Leigh Jason (1937)
- Fight for Your Lady, regia di Ben Stoloff (1937)
- Quick Money, regia di Edward Killy (1937)
- Servizio in camera (Room Service), regia di William A. Seiter (1938)
- The Law West of Tombstone, regia di Glenn Tryon (1938)
- Beauty for the Asking, regia di Glenn Tryon (1939)
- Il primo ribelle (Allegheny Uprising), regia di William A. Seiter (1939)
- Come Robinson Crusoè (Swiss Family Robinson), regia di Edward Ludwig (1940)
- Wildcat Bus, regia di Frank Woodruff (1940)
- Marinai allegri (A Girl, a Guy, and a Gob), regia di Richard Wallace (1941)
- The Gay Falcon, regia di Irving Reis (1941)
- Two for the Money, regia di Lloyd French (1942)
- Dear! Deer!, regia di Ben Holmes (1942)
- Seven Miles from Alcatraz, regia di Edward Dmytryk (1942)
- Per sempre e un giorno ancora (Forever and a Day) aa.vv. (1943)
- The Falcon Strikes Back, regia di Edward Dmytryk (1943)
- The Falcon in Danger, regia di William Clemens (1943)
- Viaggio per la libertà (Gangway for Tomorrow), regia di John H. Auer (1943)
- El ahijado de la muerte, regia di Norman Foster (1946)
- Rosauro Castro, regia di Roberto Gavaldón (1950)
- El Tigre (My Outlaw Brother), regia di Elliott Nugent (1951)
- Canasta uruguaya, regia di René Cardona (1951)
- Toast to Love, regia di Arman Chelieu (1951)
- One Big Affair, regia di Peter Godfrey (1952)
- A Life in the Balance, regia di Harry Horner, Rafael Portillo (1955)
- Amore e desiderio (Of Love and Desire), regia di Richard Rush - montatore associato (1963)

### Regista
- Never Say Die (1924)
- Introduce Me (1925)
- The Floating College (1928)
- Blaze o' Glory, co-regia di Renaud Hoffman (1929)
- Así es la vida (1930)
- What a Man (1930)
- Reno (1930)
- Hollywood, ciudad de ensueno (1931)
- Speed Madness (1932)
- Get That Girl (1932)
- On Your Guard (1933)

### Aiuto regista
- Twin Beds
- Old Dad

### Sceneggiatore
- That's My Baby, regia di  William Beaudine (1926)
- Lascia che piova! (Let It Rain), regia di Edward F. Cline (1927)
- Blaze o' Glory, regia di George Crone e Renaud Hoffman (1929)